# Contrapuerta

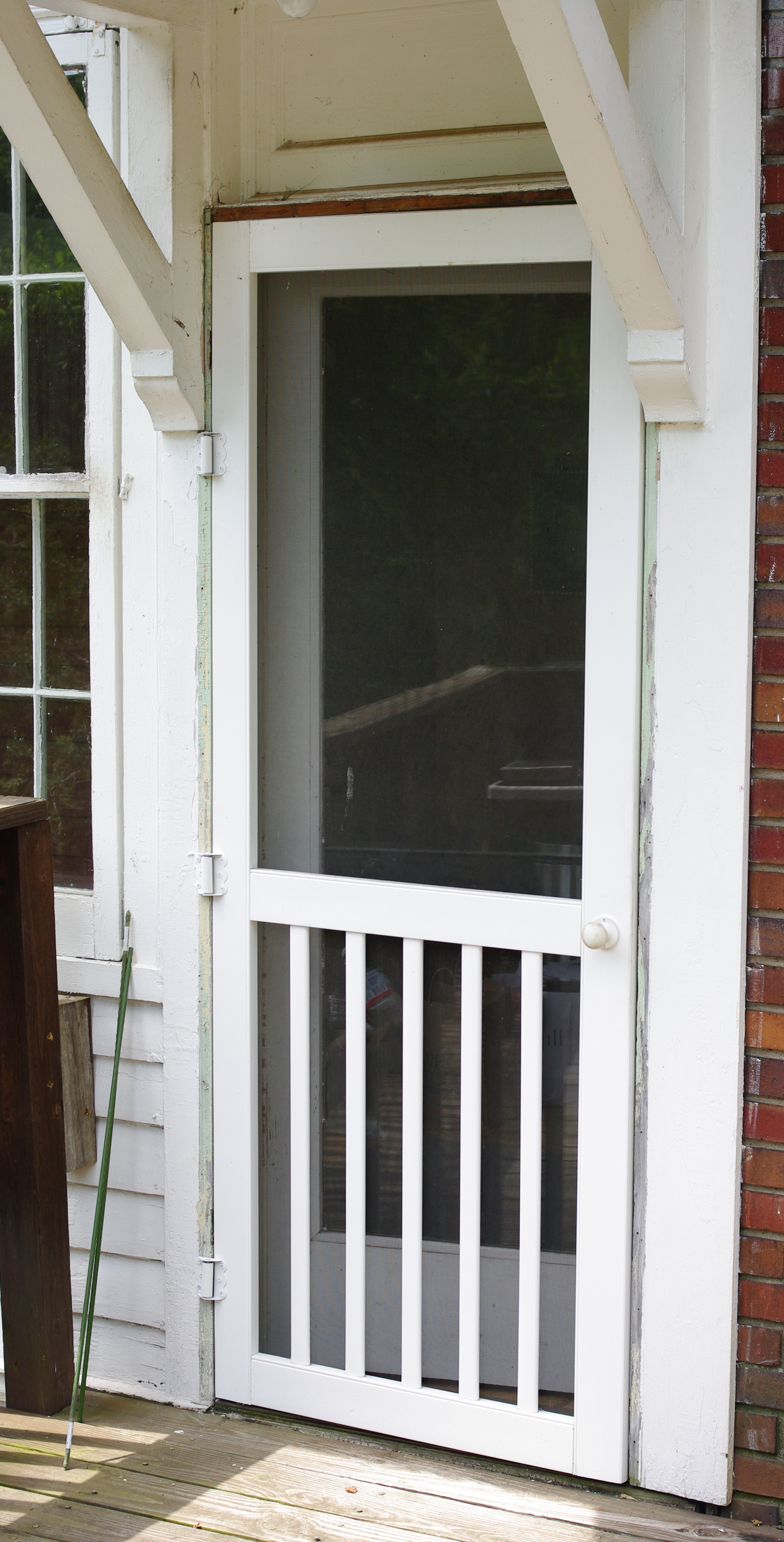
Una contrapuerta común.

Una contrapuerta, puerta cancel, puerta de cancel o puerta-cancela, es una puerta o reja metálica que separa el corredor (vestíbulo) en las casas de patio y que suele mantenerse cerrada, mientras la puerta de la calle puede quedar abierta cuando los habitantes de la casa no están durmiendo. Puede estar acristalada. Estas puertas son tradicionales en Argentina, en las viviendas con patio interno denominadas chorizos.
Asimismo, se aplica este término a cualquier tipo de puerta situada inmediatamente detrás de otra.